# Torres de Colón
Las Torres de Colón o Torres Colón (anteriormente, Torres de Jerez) son rascacielos ubicados en la plaza de Colón de Madrid (España). Tienen una altura de 117 metros y se conforman de 27 plantas. Fueron concebidos como torres gemelas que compartían la misma base hasta la reforma realizada en 1990, que unió ambas estructuras mediante una escalera de incendios colgante. Es el 11.º edificio más alto de la capital española en la actualidad, y fue el edificio de oficinas más alto de Madrid hasta la finalización de la Torre Picasso en 1989. Las torres fueron construidas entre 1967 y 1976 por el arquitecto madrileño Antonio Lamela y los ingenieros Leonardo Fernández Troyano, Javier Manterola y Carlos Fernández Casado.
Las torres fueron construidas mediante una estructura suspendida o colgante: el edificio está compuesto de dos grandes pilares unidos en lo alto por una plataforma de la que cuelgan, desde grandes vigas perimetrales de seis metros de perfil, un total de 18 péndulos atirantados con cables de acero que sujetan cada planta. Para su construcción primero se construyeron los cimientos de hormigón sobre los que se plantaron los dos «super pilares» o núcleo central y la plataforma superior. Posteriormente se fueron construyendo las torres de arriba a abajo, haciendo cierto el dicho de «empezar a construir la casa por el tejado». A sus pies se remató con un basamento de tres plantas, además de seis forjados de sótanos destinados a aparcamiento.
En diciembre de 2019, la propietaria, Mutua Madrileña, anunció una profunda remodelación de las torres, que se desarrolló entre 2020 y 2024. Se eliminaron las plantas de basamento y el remate con forma de enchufe, el cual fue sustituido por dos nuevas estructuras de cuatro plantas, intervención que llevó a cabo el arquitecto español Luis Vidal. Desde abril de 2025 y por un periodo de 12 años han sido alquiladas en su totalidad al despacho de abogados Garrigues.

## Ubicación
Las torres están situadas en la calle de Génova, n.º 31, haciendo esquina con el paseo de la Castellana y con vistas a la Plaza de Colón, en el barrio de Almagro (distrito de Chamberí). En la citada plaza, también confluyen la calle de Goya y el paseo de Recoletos y, justo enfrente. se sitúan los jardines del Descubrimiento, inaugurados en 1977. Al cruzar la calle de Génova se encuentra el Centro Colón, construido a la par que las torres. Como vecinos tiene el edificio Crédit Agricole IndoSuez y el Palacete de los Condes de Egaña. El solar estaba ocupado por la casa palacio de Luis de Silva y Fernández de Córdoba, un bloque de pisos cuya fachada seguía la curva de la plaza. También denominados los «Edificios Gemelos», fueron proyectados por Lorenzo Álvarez Capra y levantados en 1881. En ellos, vivió y escribió algunas de sus obras más importantes Benito Pérez Galdós. En 1964, el promotor inmobiliario vasco José María Osinalde adquiere los inmuebles, que pertenecían a la familia Azpiroz, en el número dos de la Plaza de Colón.
El pequeño solar en el que se sitúan formaba parte de lo que se conocía como la Huerta de Loinaz, el triángulo conformado por las calles de Almagro, Génova y el Paseo de la Castellana. A raíz de las iniciativas del Plan Castro a mediados del siglo xix, hubo una gran especulación, y es en este contexto cuando la compañía francesa Parent, Schaken et Cie compró una gran extensión de suelo para luego venderla parcelada. Schaken era una empresa vinculada a la empresa ferroviaria Schaken Parent que participó en el proceso de desarrollo de los ferrocarriles madrileños a partir de la segunda mitad del siglo xix. Urbanizaron los terrenos del sur del barrio de Almagro oriental tras haber pasado dichos terrenos por las manos de la familia Arango, de origen cubano y unos de los grandes propietarios del barrio junto a Miguel Sainz de Indo. El resultado fue la construcción en este sector de residencias para los sectores más adinerados de la sociedad.

## Plaza de Colón y su entorno
En 1964 Antonio Lamela presentó un proyecto titulado Ordenación de la Plaza de Colón «abogando por la edificación abierta y en altura». En la revista Arquitectura reflexiona sobre la falta de un Plan General de Ordenación eficiente y actualizado y que ello da lugar a que la iniciativa privada tenga que anticiparse a los planos, algo no idóneo que propicia la especulación del suelo y el encarecimiento de los costes reales de edificación. Presentó al Ayuntamiento sendos «proyectos de ordenación de volúmenes» para los solares situados a ambos lados de la desembocadura de la calle de Génova en la plaza de Colón proponiendo edificación en altura y exenta. Su idea se basaba en liberar al máximo el espacio en planta baja, reduciendo la incidencia de la estructura y de las fachadas que no llegan al suelo, en lo que denominaba «arquitectura suspendida» en relación no sólo con su estructura sino en la percepción que tiene el peatón desde el suelo. En su proyecto perseguía configurar una unidad urbanística en conjunto de forma equilibrada entre las masas de las esquinas, ampliar el espacio para el peatón tanto en aceras como en la permeabilidad del solar permitiendo el tránsito de peatones en las plantas bajas de los edificios, obtener una buena perspectiva desde las calles de Jorge Juan y Goya y solucionar el problema de la falta de estacionamiento.
En este contexto urbanístico se planteó el proyecto arquitectónico de las Torres de Colón y el desarrollo de la obra que se inició en 1968. En 1969 se derribó la Antigua Casa de la Moneda y se convoca un concurso público de ideas —algo inusual en la época— para destinar el solar a espacio público ajardinado. Entre las bases del concurso se encontraba la creación de un marco conmemorativo del hecho histórico del Descubrimiento de América y sus figuras representativas, de un estacionamiento público subterráneo con capacidad para 1000 vehículos, de una zona ajardinada y la solución de los problemas circulatorios en la encrucijada viaria. El proyecto de Lamela eliminaba el tramo de la calle Jorge Juan pegada al edificio de la Biblioteca Nacional suprimiendo las vallas y la rejería de hierro al considerar superado el concepto de delimitación de muros propio de edificios de principios del siglo XX; se creaba así una supermanzana dotacional. Además suponía la creación de un paso elevado sobre Recoletos-Castellana facilitado por la topografía de las calles Génova y Goya, que descienden a la Plaza de Colón. Para la parte oeste de la plaza Lamela reaprovechó el proyecto de ordenación de volúmenes ya presentado al Ayuntamiento en 1964. Al concurso se presentaron 580 técnicos de diferentes especialidades; Antonio Lamela obtuvo una Mención de Honor.

## Diseño y arquitectura

### Diseño inicial
Ambas torres se habían planteado desde siempre con una planta rectangular, no cuadrada, dando sus frentes la de Castellana paralela a la avenida y la de Génova con estos orientados al sur. Las escaleras se ubicaban en la parte posterior, es decir, al norte en la torre que daba a Génova y al oeste en la torre que daba a Castellana. Los ascensores iban en el núcleo central, en un grupo de tres, siendo uno de ellos de doble cabina para su uso como montacargas.
El proyecto se concibió para uso residencial desde el principio. Se barajaron multitud de diseños y composiciones de tres, dos y una vivienda por planta, incluyendo grandes terrazas exteriores voladas que eran muy demandadas en la época. Incluso se llegó a considerar su destino como apartamentos turísticos gestionados por una cadena hotelera, un concepto innovador que había tenido éxito en zonas más turísticas.  Finalmente se optó por la opción más arriesgada: una vivienda por planta con los mejores acabados y lujos posibles. Para facilitar su comercialización se construyó una finca en Las Pueblas a tamaño real elevada sobre el terreno una planta que recreaba con fidelidad la disposición interior y los materiales utilizados a modo de «piso piloto». La idea del uso residencial apenas duró ya que la paralización de las obras impidió la correcta comercialización de las unidades residenciales. La finca piloto fue empleada durante muchos años por una familia cercana a los Osinalde hasta que fue demolida.

### Diseño final

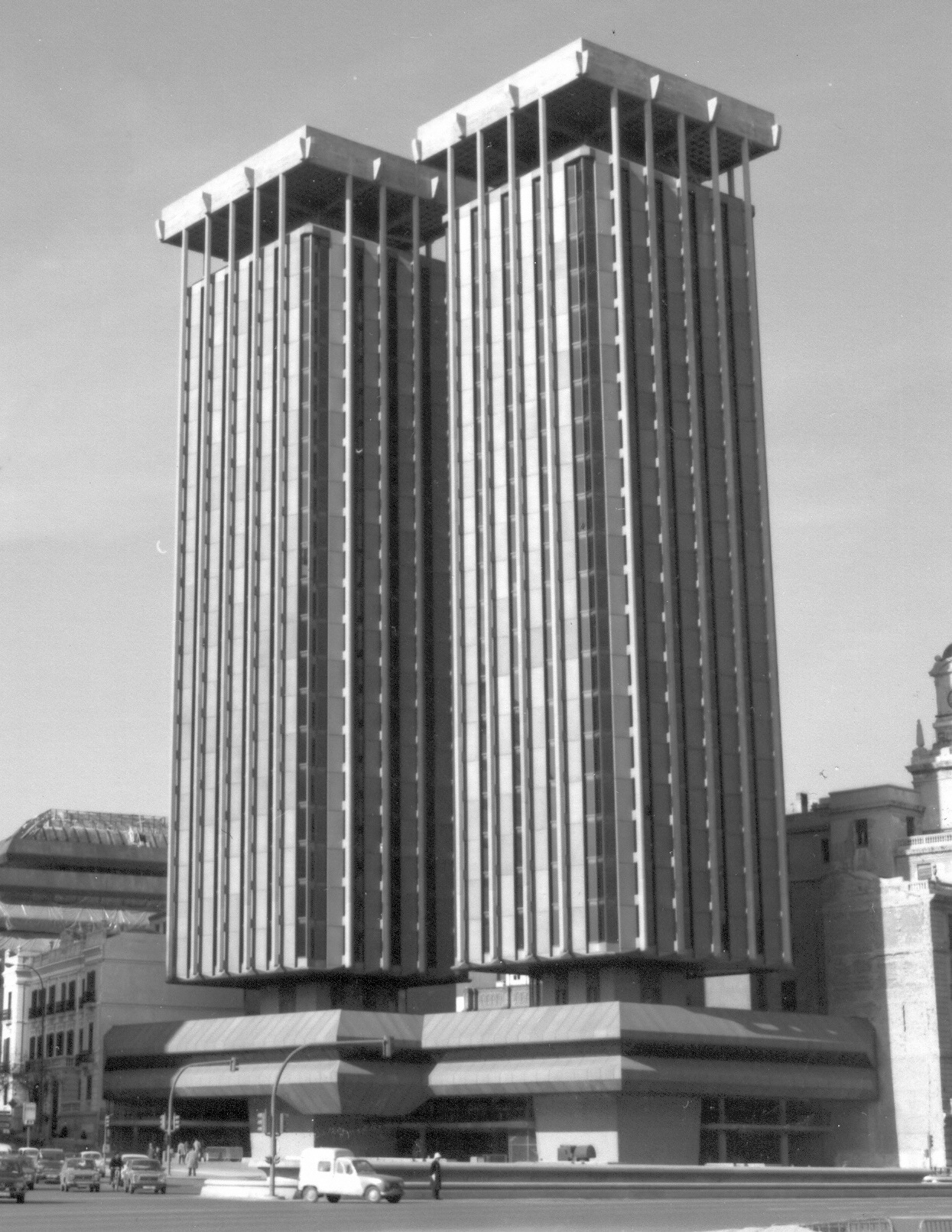
Diseño original de las torres.

El edificio consta de una base o podio sobre la que se alzan dos torres gemelas de color marrón anaranjado rematadas por dos copetes verdosos unidos por un remate con forma de enchufe del que cuelgan las escaleras de emergencia. El edificio tiene tres ascensores en cada torre y dos ascensores en las plantas de aparcamiento.
La base recuerda al edificio cercano, en Génova 27, también obra el Estudio Lamela, antes de su remodelación también por dicho estudio entre 2003 y 2005. El proyecto original de 1974, en plena crisis del petróleo, buscaba la «climatización natural y autoprotección», que se consiguió a través de vidrios inclinados para recibir la menor insolación posible. Sobre el podio se elevan las dos torres de veinte plantas, una adelantada con respecto de la otra y no en paralelo. La planta tipo de la torre tiene forma cuadrangular, pero no es un cuadrado exacto. Con una superficie por planta de 607,74 m², consta de un núcleo central reforzado de hormigón donde se sitúan cuatro huecos: tres para los ascensores y un cuarto para cableado y otras instalaciones. La fachada posee un revestimiento de cristal doble: el primero tiene forma de dientes de sierra y el segundo, instalado en la reforma que tuvo lugar en la década de 1990, es uniforme con las esquinas redondeadas. Cada torre está rematada por un copete verdoso cuadrangular unido por una estructura semicircular con forma de enchufe.

### Estructura suspendida
Si por algo destaca este edificio es por su innovación técnica, ya que por diversos motivos las plantas tuvieron que construirse en sentido inverso, es decir, «de arriba para abajo». Haber elegido una estructura tradicional habría imposibilitado la circulación de los vehículos en las plantas de sótano, ya que los pilares necesarios no habrían dejado espacio suficiente para colocar las rampas, y habrían restado espacio útil para las plazas de aparcamiento. Espacio muy necesario debido a las ya de por sí reducidas dimensiones del solar (1700 m²). Además, la nueva ordenanza municipal exigía un mínimo de 150 plazas de garaje. De esta manera se consiguieron plantas totalmente diáfanas, libres de pilares y vigas, permitiendo la máxima flexibilidad en la distribución de la planta así como un mayor aprovechamiento de la superficie útil sin entorpecer las conducciones horizontales. Además, gracias a la transmisión de cargas por el núcleo se pudo volar hasta 9,5 metros una de las torres sobre la calle Génova, ya que no había soportes que interrumpiesen el paso peatonal. No obstante, la elección de este procedimiento supuso un incremento de los costes de construcción entre un 10 y un 15 % con respecto a la estructura tradicional de pilares.

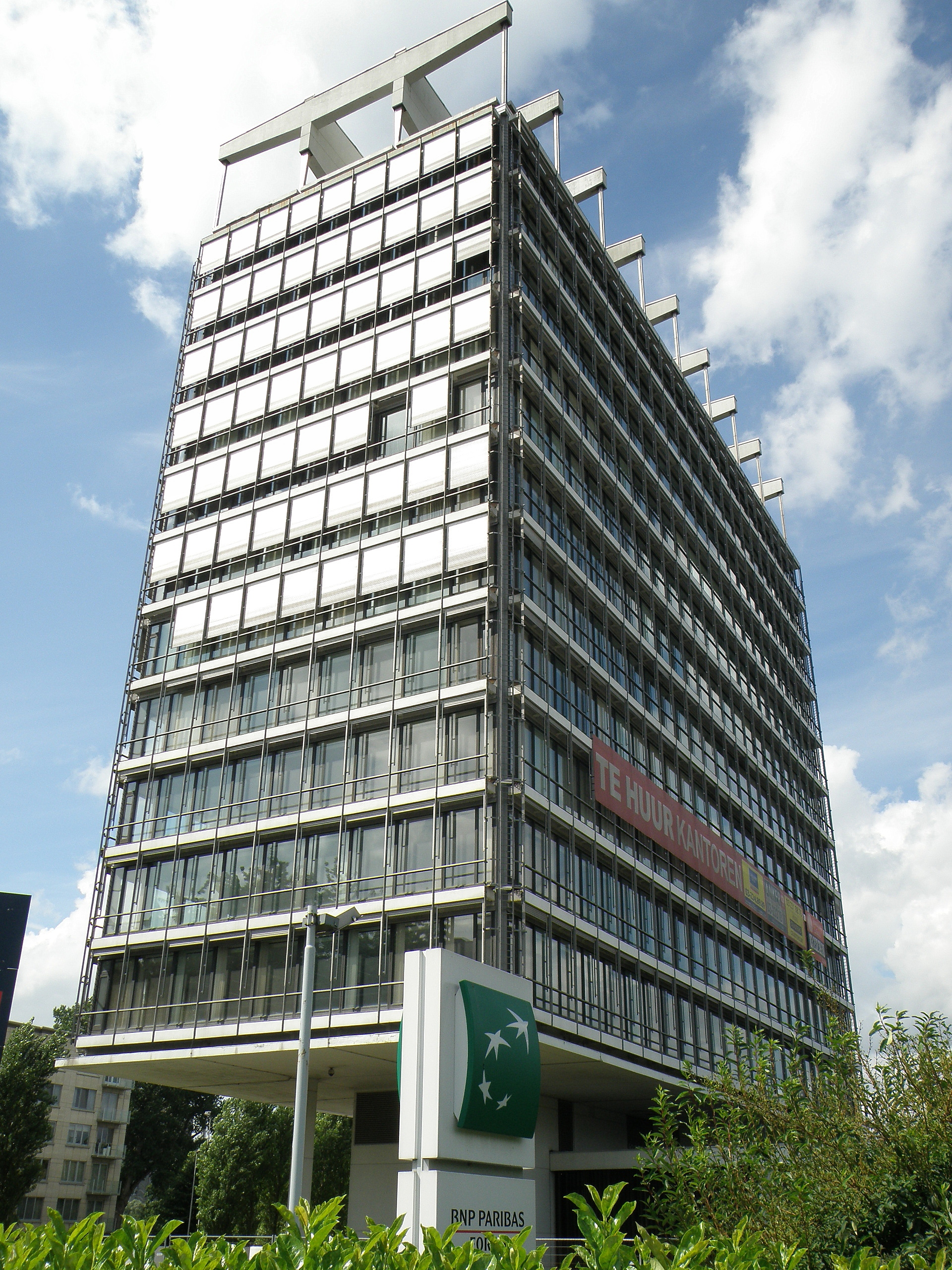
Edificio BP en Amberes. Se observa el sistema de estructura colgada en la parte superior.

Este modelo de estructura suspendida o colgante era novedoso porque hasta entonces solo se habían construido diecisiete torres en el mundo con este sistema, como el Commercial Union Building (hoy St. Helen's o Aviva Tower) o el 20 Fenchurch Street (demolido) de Londres, el Edificio BP de Amberes, el Standard Bank Centre de Johannesburgo o la Torre BMW en Múnich, entre otros. Posteriormente, la arquitectura española adoptó el modelo colgante, desarrollando en otros casos la experiencia originada en las Torres de Colón.
Las torres están diseñadas apartándose del esquema tradicional de un rascacielos o torre, ya que su principal peculiaridad es que las cargas del edificio ascienden hacia una estructura de cabeza, situada en la coronación del edificio y de ahí son conducidas, a través de un núcleo central de hormigón hacia los cimientos. Las cargas se transmiten al núcleo central directamente o a través de la estructura de cabeza, siendo conducidas en última instancia a tierra mediante una zapata de 13x13 m de superficie y 7 m de profundidad.
A través de la estructura colgada los apoyos horizontales se dirigen hacia un sistema estructural situado en la parte superior de cada una de las torres, conformado por cuatro vigas entrecruzadas dos a dos con cantos que decrecen de los 5 a los 3 m, formando un tablero de tres en raya. Dichas vigas, también denominadas vigas radiales, fueron realizadas apoyadas en una cimbra sobre la que se construyó, en primer lugar, la mitad inferior, luego la mitad superior y por último las vigas perimetrales de atado de 3 metros de canto conformando visualmente una cuadrícula irregular de 3x3. Todas ellas fueron realizadas en hormigón armado postensado. En esta estructura de cimentación aérea invertida se dejó hueco suficiente en el centro para situar en ella los cuartos de máquinas para los ascensores y las instalaciones.
Desde las vigas perimetrales cuelgan un total de 18 tirantes o péndulos de hormigón postensados, dispuestos a distancias regulares en fachada, que permiten la fijación del cerramiento exterior de aluminio anodizado prefabricado que alberga, a su vez, los conductos para suministro de aire acondicionado. Sobre este sistema se apoyan los 21 forjados de las plantas de las torres a través de sus bordes exteriores. Dichos forjados están realizados en hormigón armado aligerado y se apoyan sobre el núcleo central a través de cartelas empotradas en este.

## Construcción

Animación del proceso constructivo de las torres.

Los dos núcleos centrales y los sótanos fueron realizados de manera simultánea, ya que estos últimos ayudaban a la sujeción de los núcleos impidiendo movimientos laterales. De ahí se levantaron los núcleos centrales a 110 metros de altura, contando desde la cota de cimentación, mediante encofrados deslizantes. Mediante una plataforma temporal de apoyo o cimbra se construyeron las vigas perimetrales y radiales en dos fases. Al realizar la fase inferior primero, pudo apoyarse la mitad superior encima de esta, ya que la cimbra no tenía resistencia suficiente para soportar el peso total.

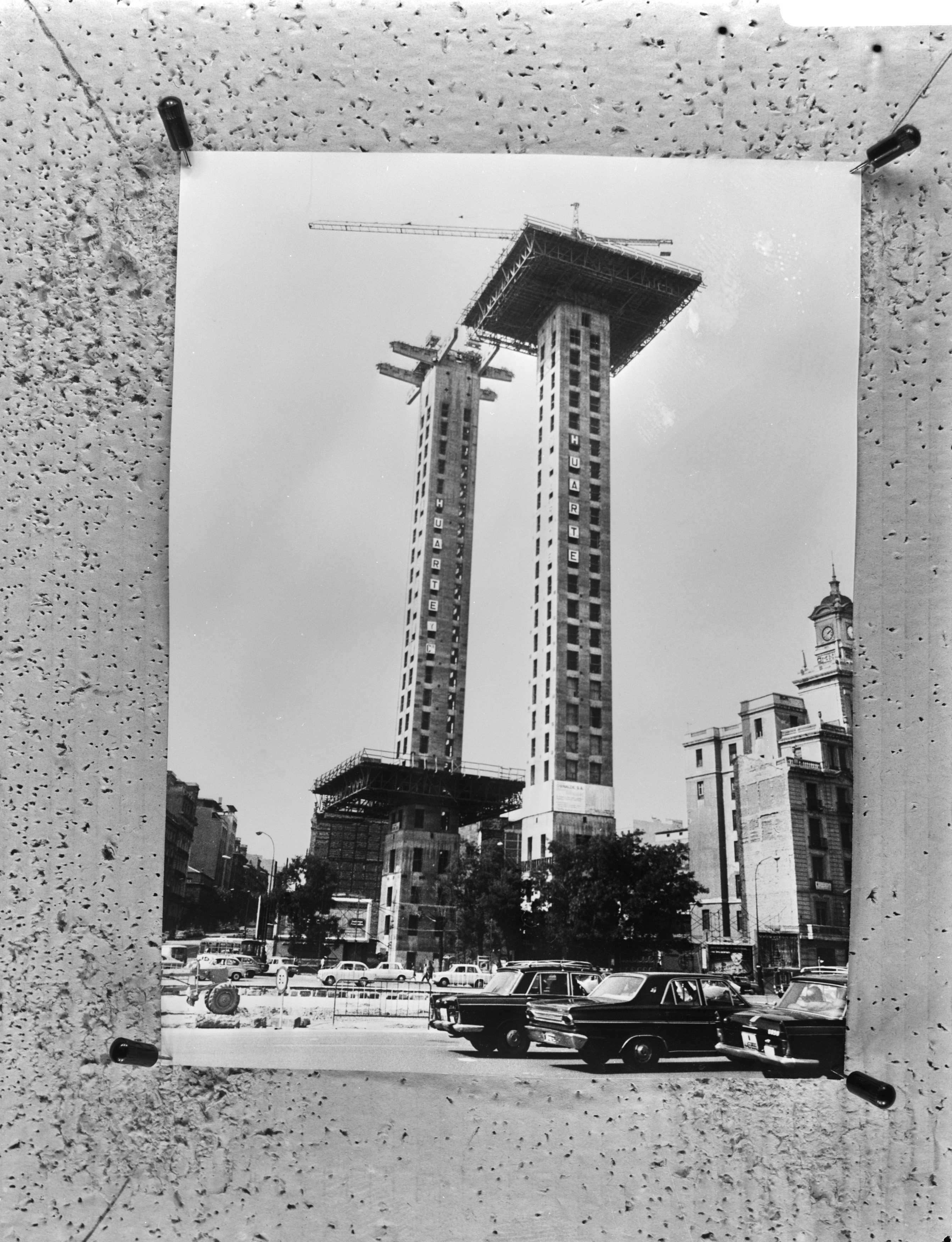
Torres en construcción en 1972

Una vez realizado esto, se anclaron los tirantes perimetrales o péndulos de la estructura de cabeza y se iba bajando la plataforma auxiliar cada dos plantas. Sobre esta se construían los forjados impares y una vez fraguados se construían los pares de manera tradicional mediante puntales apoyados en los forjados existentes. Este sistema permitió acelerar la construcción y corregir posibles desviaciones de cotas, compensando así el sobrecoste que este estilo de construcción tiene con respecto al tradicional.

### Problemas con las obras
El edificio originalmente estaba destinado a viviendas de lujo de 400 metros cuadrados. En agosto de 1970 se llegó a afirmar que desde el Ayuntamiento de Madrid se había dado orden de «demolición de las obras abusivas», y que se habían excedido en dos plantas y debían recortarlas nueve metros. Sea como fuere, el promotor ganó el pleito y la indemnización que debía pagarle el consistorio era tan alta que en su lugar le permitió modificar el uso de residencial a terciario, es decir, albergar oficinas, lo cual era entonces mucho más rentable. Las obras estuvieron paralizadas hasta 1973.
Según una noticia de La Vanguardia de julio de 1974 las obras estarían terminadas en la primavera siguiente (1975) y se habían invertido hasta la fecha en la construcción más de 100 millones de pesetas -el único dato que tenemos sobre el coste de las obras-.

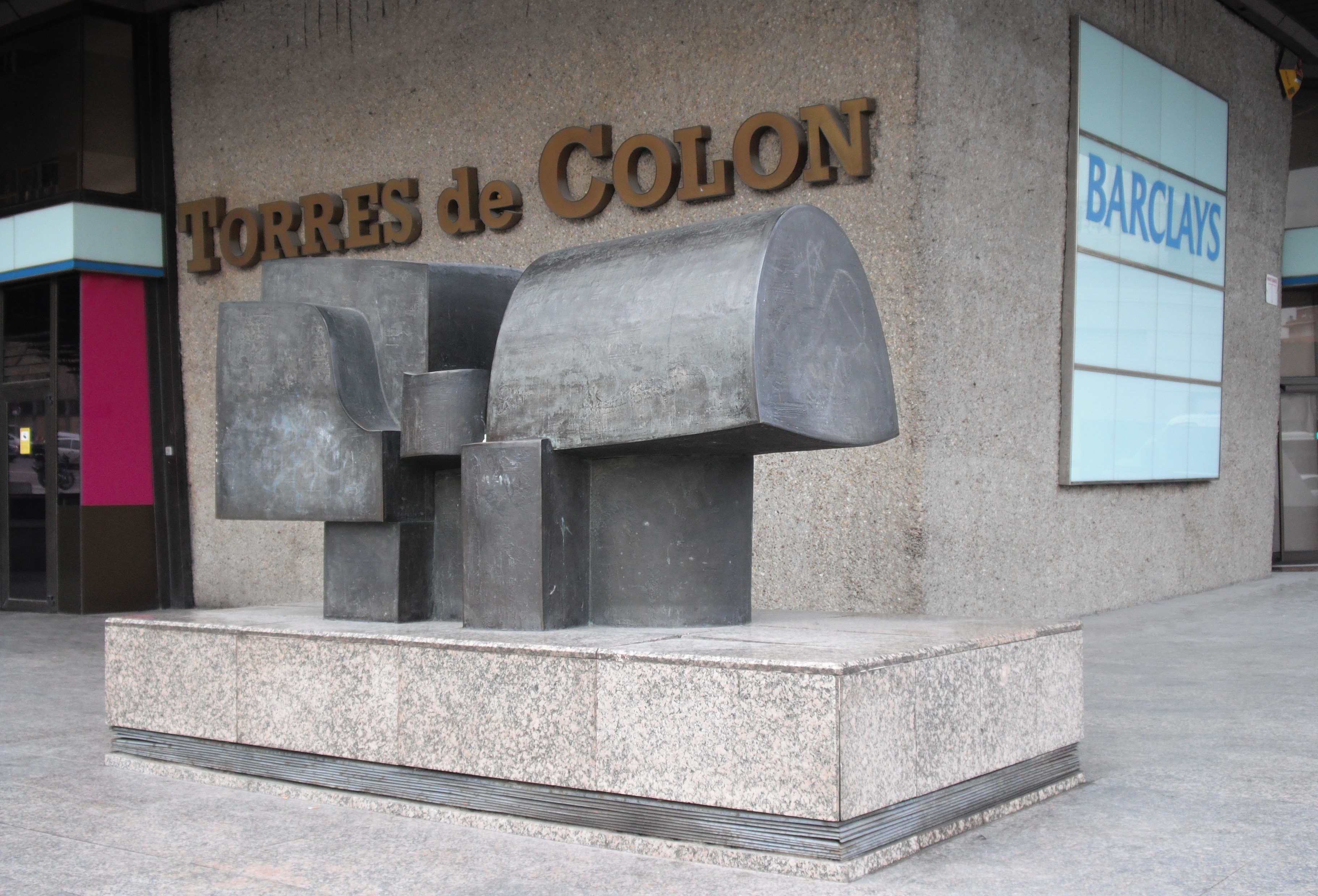
Herón, de José Luis Sánchez Fernández.

A los pies de las torres encontramos una escultura urbana denominada Herón, de José Luis Sánchez Fernández de 1975.

### Inauguración
Las torres fueron inauguradas en 1976. El 15 de noviembre de 1977 se anunciaban las torres en el periódico La Vanguardia como «un "alto" lujo en el corazón de Madrid», cuyo espacio comercial de oficinas disponía de las siguientes comodidades: télex, telefonía interior, hilo musical, enmoquetado, climatización frío-calor y aparcamiento para 200 vehículos.

### Reformas posteriores

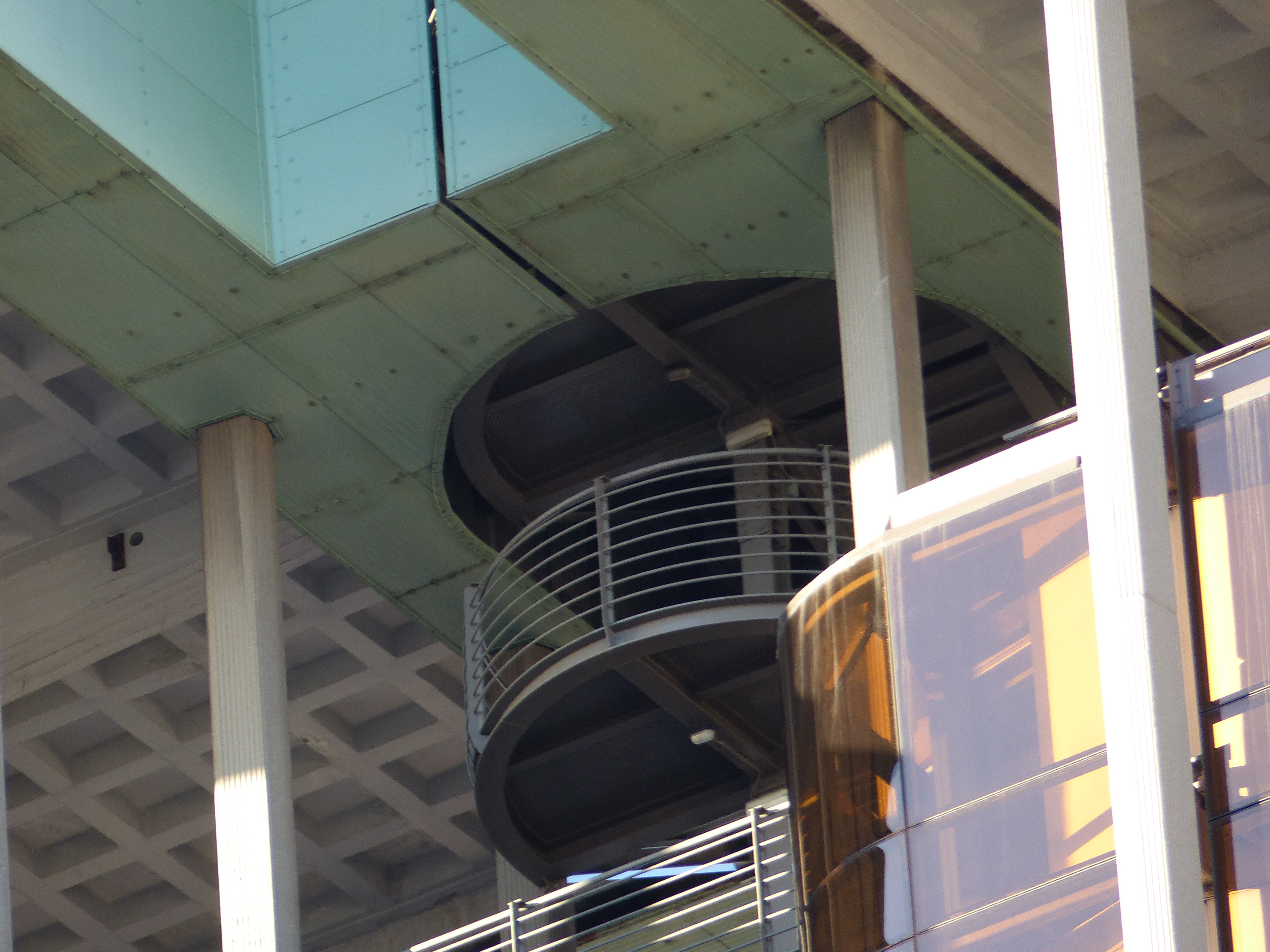
Unión de los edificios y parte superior de la escalera de incendios.

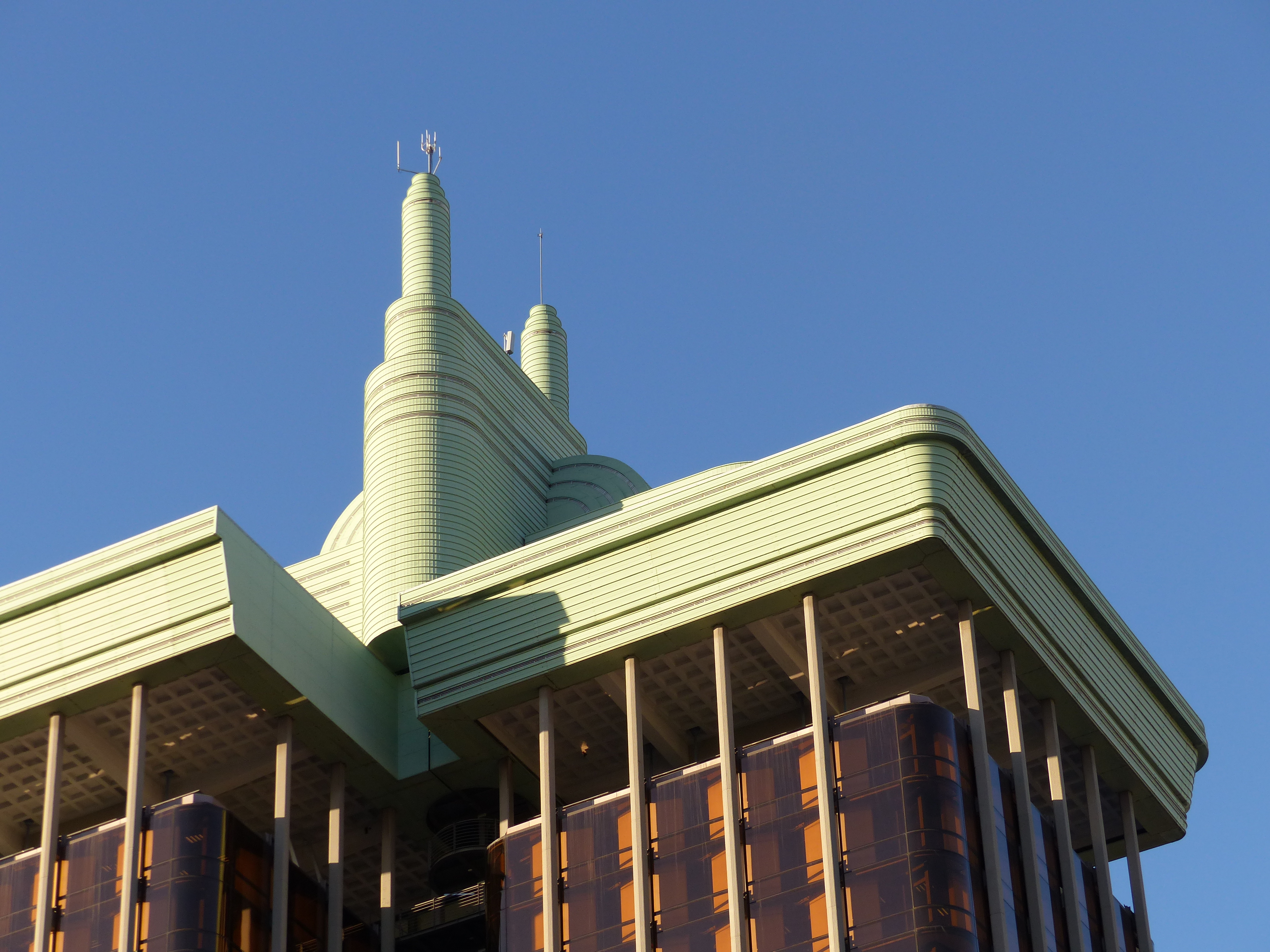
El enchufe.

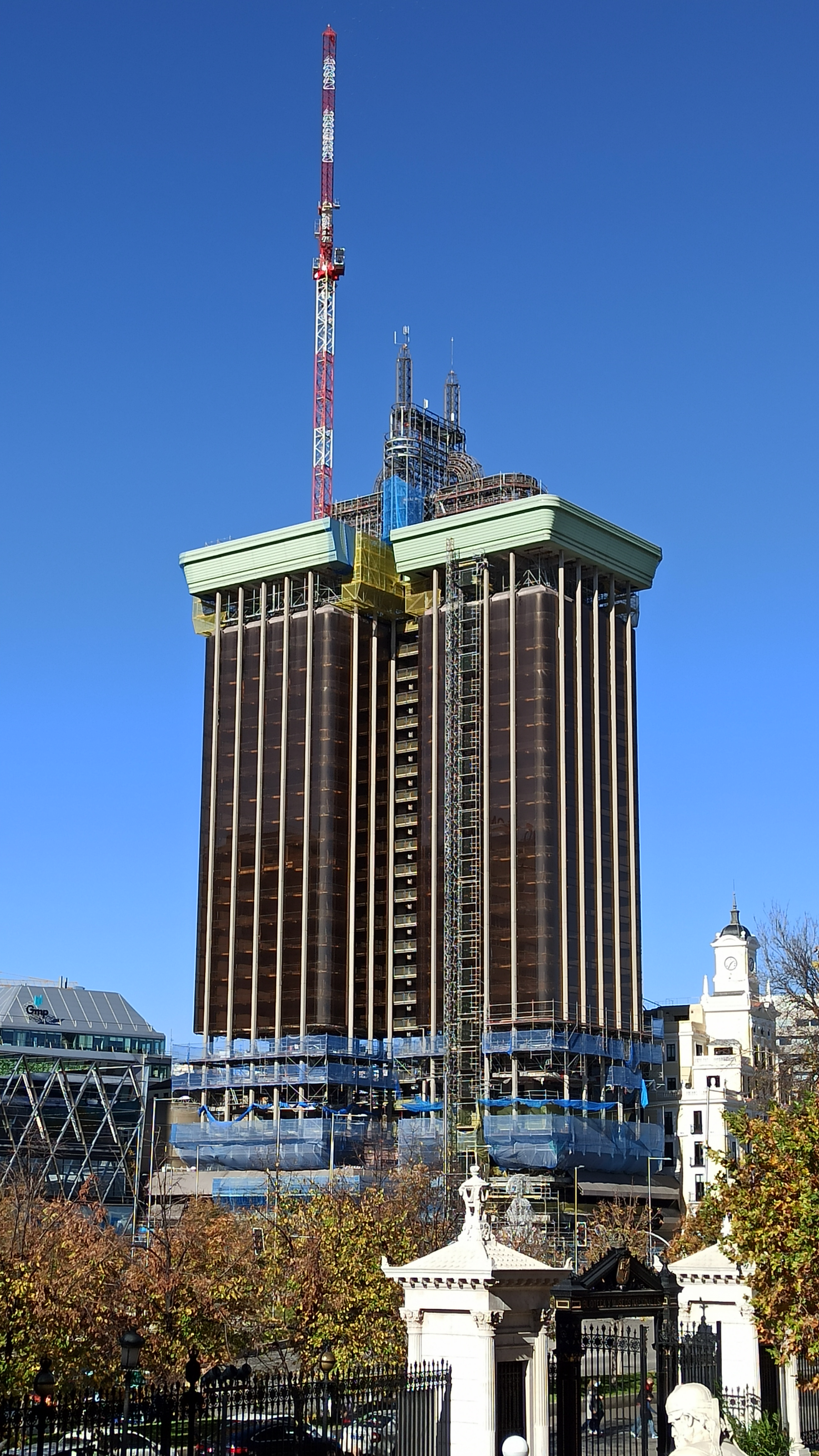
Obras de remodelación en las torres, noviembre de 2020

La primera reforma, realizada entre 1990 y 1993, alteró significativamente la imagen primigenia del edificio, que pasó de ser dos torres gemelas unidas por una base a un único edificio. En el proyecto original de 1967, Lamela no pensó en una solución acertada para el caso de desalojo del edificio. Su propuesta era una manga de tejido por la que las víctimas de un incendio se deslizarían directamente hacia la calle a modo de tobogán. A nadie se le ocurrió que esto suponía un riesgo muy grande para cualquiera que la utilizara, pongamos como ejemplo, desde el piso veinte. En 1989 el Estudio Lamela fue encargado en encontrar una solución. Debido a la nueva normativa, era necesario instalar una escalera de emergencia, ya que el edificio carecía de ella. Debido a que no había espacio donde colocarla, se optó por pasar una viga entre ambas torres y colgar la escalera en el centro, al aire libre. Debido a esto las torres pasaron a ser una sola. Entre las dos cubiertas se instaló una remate central, que a partir de entonces fue común para ambas torres, que será conocido como el controvertido «enchufe» art déco, con el fin de esconder las antenas y demás maquinaría que se le había ido instalando al edificio. En las clavijas del enchufe se iban a instalar dos focos referenciales de largo alcance, pero finalmente no se colocaron por su elevado coste. Asimismo se instalaron unas bandas luminosas de neón que cambiaban de color a lo largo del cierre, pero que en la actualidad están en desuso. Por otro lado, aprovechando las obras se recubrieron las torres con un muro cortina uniforme de cristal bronce con el fin de mejorar su aislamiento térmico y acústico. La reforma tuvo un coste de 800 millones de pesetas. Tras esta reforma la altura arquitectónica del inmueble se incrementó de los 86 metros sobre rasante hasta los 110 metros debido a la instalación del remate central. Sobre las clavijas del «enchufe» se sitúan algunas antenas que elevan la altura máxima hasta los 116 metros. El resultado transformó bastante el perfil del edificio, lo hizo más alto y muy reconocible a distancia. La controversia sobre su valor estético todavía perdura entre los madrileños.
En 2009 la propietaria del inmueble encargó a Schindler España la renovación de sus ascensores, ya que los antiguos habían llegado al final de su vida útil. Se sustituyeron por ascensores de doble cabina, capaces de servir dos plantas a la vez y de mayor capacidad, y dotados con los últimos sistemas de seguridad, eficiencia energética y tecnología.
Durante 2012, el interior de las torres fue remodelado sin desalojar a sus inquilinos. El proyecto, que corrió a cargo del Estudio Lamela, consistía en la adición de unas escaleras mecánicas para acceder al vestíbulo (situado por debajo del nivel de calle) y una gran caja de vidrio que agrupa, además de un ascensor panorámico, una escalera de evacuación. La obra tuvo un presupuesto de 300 000 euros. Tras un año de obras, se reformaron los accesos, el vestíbulo, las zonas comunes, las plantas y los garajes, así como todo el sistema eléctrico del edificio. Se instalaron además las puertas modelo Colón, que se han hecho especiales para el vestíbulo de las oficinas.
En enero de 2017 se comunicó la intención de Mutua Madrileña, de acometer una reforma integral, que podría suponer, entre otras cosas, la unión de las dos torres y su recubrimiento. En 2016, el Ayuntamiento de Madrid autorizó el uso de las torres como residencial y hotelero. Tras la muerte del arquitecto Antonio Lamela, se supo su proyecto que recupera el diseño original del edificio: aumentar el espacio entre plantas por lo que se reduciría de 20 a 13 las actuales y por encima de la cubierta construir otras siete, quitando las antenas del enchufe y agotando los 116 metros que tiene ahora. Es solo uno de los diversos proyectos que el nuevo propietario tiene sobre la mesa para su remodelación, por lo que no es seguro que se vaya a llevar a cabo.
En diciembre de 2019, Mutua Madrileña presentó un nuevo proyecto de remodelación la cual comenzó en 2020 y está previsto que termine en 2022. Esta remodelación sustituirá el remate con forma de enchufe por una estructura de 4 plantas que se elevará sobre las dos torres. El proyecto, obra del arquitecto Luis Vidal, no afectará a la altura total del edificio, 116 metros, pero ganará edificabilidad al añadir esa nueva estructura e integrar, además, las dos torres, actualmente unidas por una escalera de incendios. También se eliminarán las plantas de la base. El coste de la rehabilitación es de 65 millones de euros.

### Críticas sobre la última reforma
Carlos Lamela, hijo del arquitecto de las torres y presidente de la Asociación para la Protección de las Torres Colón, presentó un recurso contencioso-administrativo contra el Ayuntamiento de Madrid por permitir que se desfigurase el proyecto original.El Ayuntamiento había estudiado proteger el inmueble dos años antes de la propuesta de su reforma integral, sin llevar ninguna protección a cabo ni a tiempo.
La reforma llevada a cabo por la aseguradora Mutua Madrileña, inaugurada en 2024, modificó todos los hitos de estas torres consideradas icónicas como la calidez del vidrio de su fachada, su corona Art Decó, y su relieve característico en el cielo de Madrid.
El influyente arquitecto Rem Koolhaas no reparó en ningún edificio contemporáneo del centro de Madrid salvo en el original aspecto de las torres de Colón, que han sido modificadas de forma irreconocibles.

## Propietarios e inquilinos
Fueron inauguradas con el nombre de «Torres de Jerez», ya que su primer propietario fue el conglomerado de empresas Rumasa y su localidad originaria es Jerez de la Frontera. Tras la expropiación de Rumasa en 1983, el Gobierno decidió venderlas en subasta pública para recuperar parte del agujero patrimonial que había creado. Fue ganada por el grupo británico Heron International en 1986 que pagó 4350 millones de pesetas, imponiéndose a Juan Miguel Villar Mir, entre otros. En 1995, Mutua Madrileña adquirió el edificio por 8845 millones de pesetas.
En estas torres se han alojado numerosas empresas y firmas de representación, tales como el bufete Álvarez & Marsal, MCH Private Equity, Natixis, Legg Mason, M&G, BDO, la Oficina Comercial de Noruega en España, la Organización de Comercio Exterior de Japón, Hays, Bip & Drive, Tokio Marine y Garrigues, entre otras.

## Recepción
Las Torres de Colón, ya desde su construcción, suscitaron opiniones encontradas y no estuvieron exentas de polémica. Las clases populares e incluso algunos arquitectos dudaban de que las torres lograran mantenerse en pie al ser construidas de arriba abajo, llegando a tildarlo de loco. Desde entonces las críticas hacia las torres siguen una función binominal amor-odio. Cuando se paralizaron las obras, había «quienes pedían el indulto para las torres y los que exigían que las decapitaran».
Unos años más tarde, en 1978, en un editorial de El País, Francisco Umbral hablaba de unas «Torres de Colón transubstanciadas en giraldas o giraldillas horteras, falsas y bancarias» y las llamaba «feas y unánimes».
El también arquitecto Carlos Lamela, hijo de Antonio Lamela, destaca como favorita las Torres de Colón «por su importancia estratégica en la ciudad y por la innovación técnica» si bien añade a continuación refiriéndose a la reforma de la década de 1990 «Creo que no fue muy acertada, es una autocrítica que hay que hacer».
En 2012 fue calificado como uno de los edificios más feos de España por los lectores del portal inmobiliario Idealista.com. También apareció en un listado de 2014 de los edificios más horribles de Madrid.
En abril de 2018 se anunció que el Ayuntamiento de Madrid, a petición del Consejo Regional de Patrimonio Histórico, está estudiando su protección patrimonial mediante la inclusión en el catálogo de edificios protegidos.